# Хэй, Джон, 2-й маркиз Твиддэйл
Джон Хэй, 2-й маркиз Твиддэйл (англ. John Hay, 2st Marquess of Tweeddale; 1645 — 20 апреля 1713) — шотландский аристократ и политик.

## Биография
Родился в 1645 году. Старший сын Джона Хэя, 1-го маркиза Твиддэйла (1625—1697), и его жены Джейн Скотт (1628—1688), дочери Вальтера Скотта, 1-го графа Баклю.
В декабре 1666 года в Хайгейте в Лондоне он женился на леди Мэри Мейтленд (1645 — 20 марта 1702), дочери Джона Мейтленда, 1-го герцога Лодердейла (1616—1682) и Энн Хьюм (1612—1671). Однако Лодердейл настроил себя против Хэя, который был вынужден уехать на континент и не восстанавливал свои позиции до смерти Лодердейла в 1682 году.
Он был полковником пехотного полка милиции в графствах Хаддингтоншир (1668—1674) и Линлитгоушир и Пиблсшир (1682). Он был берджессом Эдинбурга (1668), комиссаром по делам границ (1672—1684), комиссаром снабжения Хаддингтона (1678, 1685, 1690, 1704), Пиблса (1678, 1685), Эдинбурга (1690, 1704), Файфа (1695, 1704), Бервика (1704); полковник полка Ист-Лотиана (1685), капитан конной милиции Хаддингтона и Бервика (1689), Тайный Советник (Шотландии) (1689), «Шериф» в Хаддингтоне (1694—1713) и комиссар Адмиралтейства (Шотландии) (1695).
Он также был лордом-казначеем в 1695 году. Он сменил своего отца на посту 2-го маркиза Твиддэйла в 1697 году.
Джон Хэй был назначен лордом верховным комиссаром шотландского парламента в 1704 году, а в 1704-170505 годах был лордом-канцлером Шотландии. Он возглавлял эскадрилью Воланте, но в конечном счете поддержал Акт об унии с Англией. В 1707 году он был назначен одним из 18 пэров-представителей Шотландии в Палате лордов Великобритании.
Его старший сын, Чарльз (1670—1715), наследовал ему в качестве 3-го маркиза. Младший сын, лорд Джон Хэй (умер в 1706 году), командовал знаменитым драгунским полком, впоследствии названным шотландскими серыми, в битве при Рамильи и в других сражениях.
Он был избран членом Королевского общества в 1666 году, но был исключен в 1685 году.

## Семья
У Джона Хэя и его супруги Мэри, маркизы Твиддэйл, было три сына и две дочери:
- Чарльз Хэй, 3-й маркиз Твиддэйл (11 ноября 1670 — 17 декабря 1715), женился около 1694 года на леди Сьюзен Кокрейн (1667—1736), дочери Уильяма Дугласа-Гамильтона, герцога Гамильтона, и вдове Джона Кокрейна, 2-го графа Дандональда (ок. 1660—1690)
- Бригадный генерал лорд Джон Хэй (? — 25 августа 1706), 1-я жена — леди Элизабет Данзелл, дочь Джеймса Данзелла, 3-го графа Карнвата; 2-я жена — Элизабет Орби, дочь сэра Томаса Орби, 1-го баронета.
- Бригадный генерал лорд Уильям Хэй (ок. 1668 — 31 октября 1723), был женат на Маргарет Хэй (1686—1758), дочери Джона Хэя младшего из Лимплума
- Леди Энн Хэй, муж — Уильям Росс, 12-й лорд Росс (1656—1738)
- Леди Джин Хэй (? — 4 сентября 1731), муж с 1697 года Джон Гамильтон-Лесли, 9-й граф Роутс (1675—1721).